# Christoph Benckendorf
Christoph Benckendorf (* 1548 in Crossen, Herzogtum Crossen; † 1605 in Warschau) war ein kurbrandenburgischer Jurist, Politiker und Diplomat.

## Leben
Der Vater Martin Benckendorff war brandenburgischer Rat und Bürgermeister in Crossen, die Mutter Elisabeth eine Tochter des Ratsherrn Sebastian Döring. Der Bruder Martin wurde später Juraprofessor in Frankfurt (Oder).
Christoph begann mit seinem Bruder Martin ein Studium der Philosophie in Frankfurt (im Alter von 13 Jahren?) und erwarb den Grad eines Magisters mit 18.
Anschließend studierte er Jura in Frankfurt, dann in Wittenberg. Er hielt Vorlesungen und Disputationen an der Universität in Königsberg und war als Geheimschreiber in polnischen Angelegenheiten (wohl in der dortigen brandenburgisch-preußischen Kanzlei) tätig. Danach setzte er seine Jurastudien an der katholischen Universität in Ingolstadt und in Italien (Padua und Bologna?) fort. In Basel wurde Benckendorf zum Doktor der Rechte (Recht und Kirchenrecht) promoviert.
Danach war Benckendorf als Jurist in Berlin tätig. Im Jahre 1597 war er kurfürstlicher Rat und Kammergerichtsverwalter.
Seit 1598 war Benckendorf Vizekanzler unter Kanzler Johann von Löben. 1604 wurde er in das von Joachim Friedrich von Brandenburg (1546–1608) neu errichtete Geheime Ratskollegium aufgenommen.
Christoph Benckendorf war in kurfürstlichen Diensten an insgesamt 14 Gesandtschaften beteiligt und starb als Geheimer Rat und Mitglied der Brandenburgischen Regierung. Er war Erbherr auf Panckau und Blanckenburg.
Christoph Benckendorf war seit 1580 mit Catharina, geborene Hellmann, verwitwete Blanckfeld (1555–1597) vermählt. Aus der Ehe sind vier Töchter und zwei Söhne hervorgegangen.